# 九龍溜冰場
九龍溜冰場（Kowloon Roller Skating Rink）位於九龍旺角彌敦道與亞皆老街。

## 籌款活動
九龍溜冰場在1941年4月26日（星期六）中午12時至晚上11時，舉辦「全港公開華人溜冰義賽」及選舉『溜冰皇后』籌款活動，當天的4種門票有港幣三元、港幣兩元、港幣一元及港幣兩毫，全場收入交香港「新運婦女會」為中華民國抗擊日本侵略。